# Глишићеви дани
Глишићеви дани је манифестација посвећена једном од наших највећих прозних писаца Миловану Глишићу. Манифестација се одржава од 1994. године у Великој Врбници и Александровцу. Милован Глишић је 1884. године као члан пописне комисије тадашње Краљевине Србије, боравио у Жупи и инспирисан њоме написао и приповетку „Прва бразда”.
Програм манифестације у школи „Прва бразда”, издвојеном одељењу ОШ „Аца Алексић” из Александровца, започиње дочеком гостију и речима добродошлице. Затим отварање пољопривредне изложбе и изложбе ликовне колоније. На малој пољопривредној изложби се сем пољопривредних производа, представљају и радови из домаће радиности, домаћа храна и еколошка кухиња. За пољопривредну изложбу заслуге припадају вредним домаћинима док су се за буђења чула мириса и укуса побринуле вредне врбничанке са трпезом заборављених јела.
Затим следи сценски програм „Глишићу у част” и културно-уметнички програм у којој учествују ученици основне школе. Програм се завршава доделом признања и захвалница.
Саставни део манифестације је додела награда поводом литерарног и ликовног конкурса „Глишићу у част”, која се одржава у Народној библиотеци Александровац.
Организатор манифестације су Културно просветна заједница Александровац, ОШ „Аца Алексић” Александровац са издвојеним одељењем „Прва бразда”, Народна библиотека Александровац и Месна заједница Велика Врбница.